# Xató

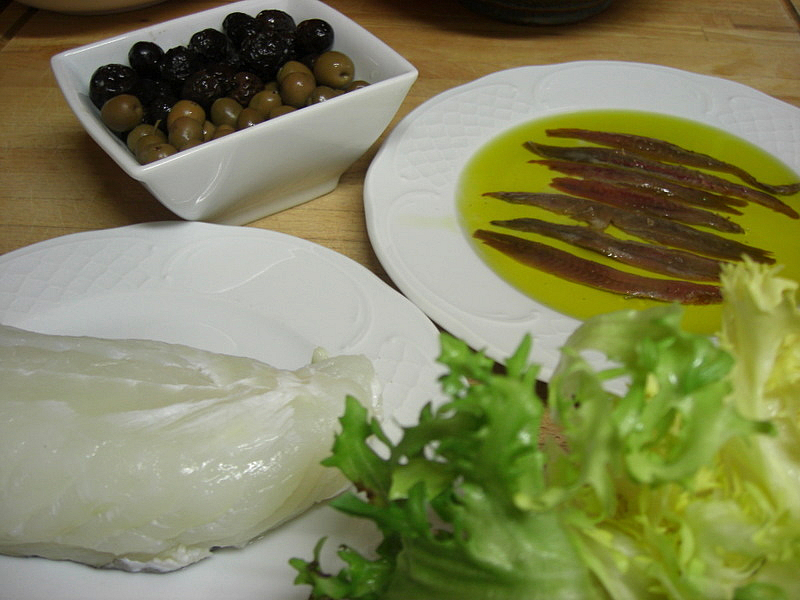
Ingredients que poden acompanyar el xató de Sitges

El xató és una salsa feta amb ametlles i avellanes torrades, molla de pa amb vinagre, all, oli, sal i, l'ingredient que la fa diferent, la nyora o pebrot de romesco. Aquesta salsa acompanya una amanida d'escarola, amb anxoves, tonyina i bacallà. Joan Coromines al Decat diu que "és cuina catalana, grassa i forta, i no pas les maioneses deliqüescents i amanerades d'un gurmet francès".
L'origen del xató és situat en el món del vi i no pas de cap château o de cap chef francès. Una vegada el vi estava a la punta i a punt de ser tastat, es procedia a aixetonar la bóta, una cerimònia cabdal en tot el procés que consistia a posar una petita aixeta (l'aixetó) que permetia que el vi sortís. Aquest moment marcava l'inici de la festa del vi nou, una celebració que anava acompanyada d'una menja composta per ingredients salats com el peix, que es trobaven a les cases dels pagesos, servida amb les fulles de la verdura de la temporada d'hivern i amanida amb una salsa especial. Aquesta menja ritual que acompanyava la cerimònia d'aixetonar la bóta de vi és doncs a l'origen de l'actual xató.
Aguiló el descriu així : "salsa que es fa amb vitxo ben trinxat, alls, oli i vinagre, i picat i deixava en el morter com l'allioli, es posa al bacallà bullit".
Malgrat tot, aquest plat tradicional a la regió del Penedès i el Garraf és de paternitat disputada. En l'actualitat gairebé totes les poblacions del Gran Penedès disposen d'almenys una variant pròpia de la recepta d'aquest plat i a la regió s'han popularitzat les tradicionals xatonades que són trobades populars on els participants degusten aquest plat.

## Paternitat

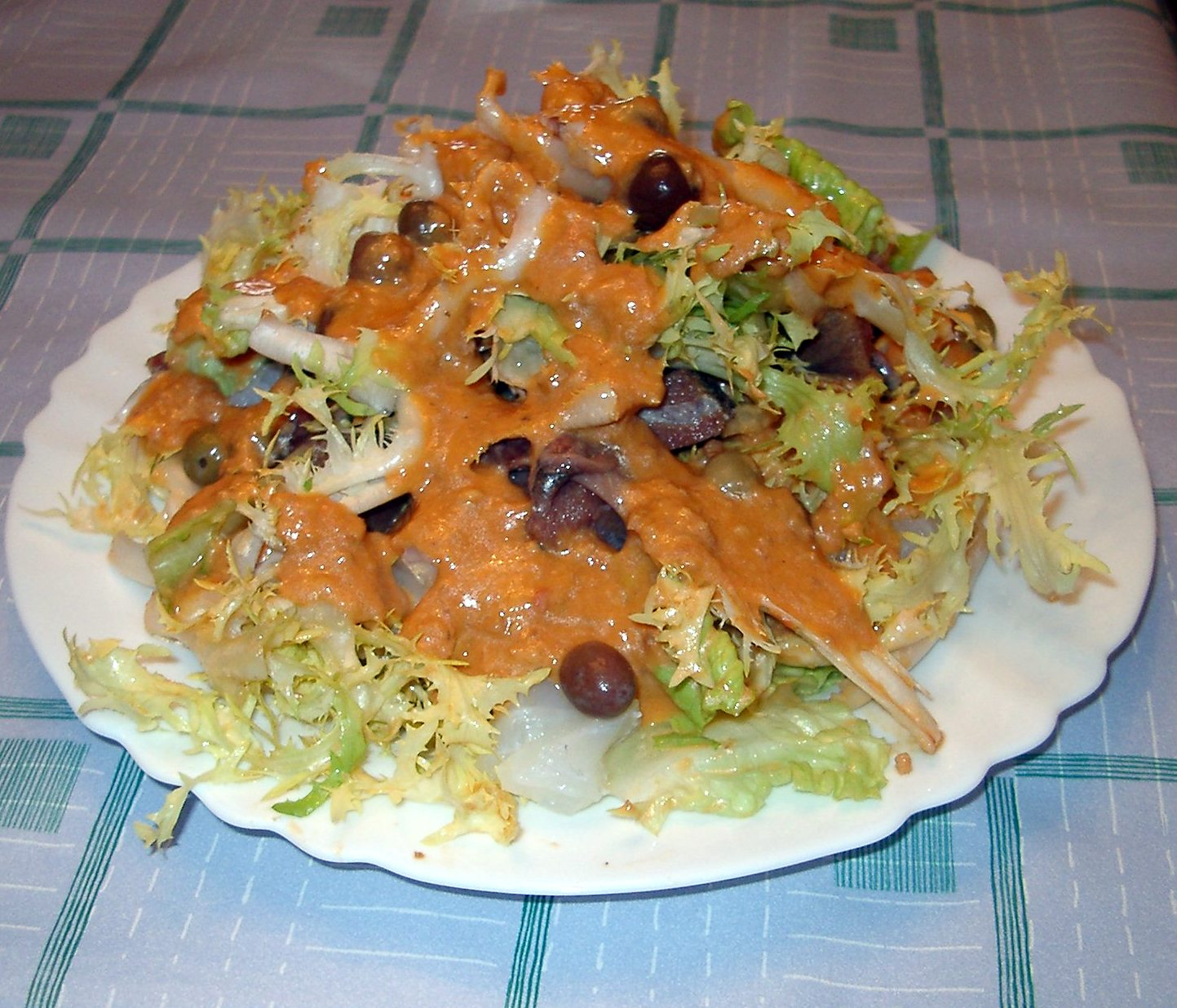
Plat de xató

Diverses poblacions s'atribueixen l'origen d'aquest plat, els seus arguments són els següents:
- Vilanova i la Geltrú: segons va publicar el Diari de Vilanova del 16 de febrer del 2007 la primera referència escrita del xató és a un exemplar del 1850 del diari barceloní El Sol on es mencionava que un restaurant vilanoví de recent obertura elaborava a la perfección el mondongo y los callos con all-y-oli, el suculento all-y-pebre y el escitante xató.[1]

- El Vendrell: Malgrat no disposar de referències escrites del segle xix defensa que el xató és una salsa de tradició marinera que inicialment feien els mariners al port de la seva localitat quan es xatonaven (és a dir, es foradaven o es fiblaven) les bótes de vi en una festa popular.[2][3]

- Sitges: l'investigador Carles Montserrat va trobar una referència escrita a l'Eco de Sitges del 16 de febrer de 1896 en la que s'hi deia textualment que com a plat del dia hi havia "l'indispensable Xató".[4][5] Aquesta cita feia referència a un sopar-celebrat el 13 de febrer de 1896 per a 23 persones (entre elles il·lustres sitgetans com Miquel Utrillo, Santiago Rusiñol i Gaietà Buïgas i Monravà).

- Vilafranca del Penedès: La defensa de la paternitat del xató es basa en la similitud entre la presentació del plat i el mot del que provindria xató. Per a entendre-ho cal saber que la recepta d'aquesta població dona al xató una estructura similar a la d'un castell i alguns grups argumenten que l'origen de la paraula xató ve del mot francès chateau (castell). Així, a causa del paral·lelisme entre l'estructura del plat i el mot es podria considerar que el plat té un marcat origen vilafranquí i que altres poblacions en alterar la presentació no haurien sabut respectar l'original.[2]

## Ruta del xató

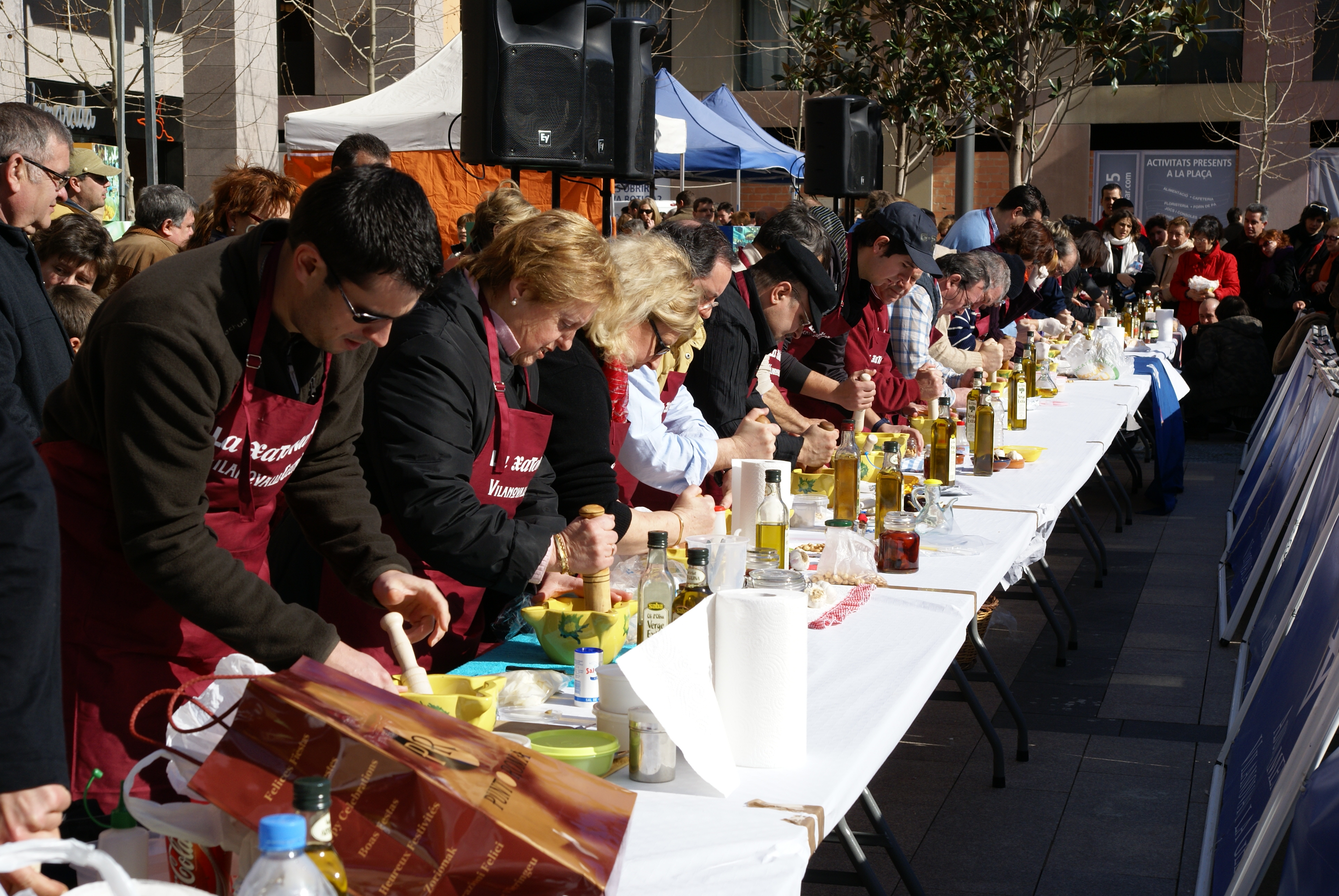
Concurs de xató

Des del 1997 les poblacions de la històrica vegueria del Penedès celebren la Ruta del Xató que té per objectiu popularitzar aquest plat i conèixer les diferents variants de la recepta amb el valor afegit dels diferents atractius turístics de les poblacions que la conformen. La Ruta originàriament la formaven El Vendrell, Sitges, Vilafranca del Penedès i Vilanova i la Geltrú; actualment hi participen les poblacions: El Vendrell, Sitges, Vilafranca del Penedès, Vilanova i la Geltrú i Calafell.
Els ambaixadors del xató nomenats per la Ruta del Xató des del 1998 han estat: 
- 1998-1999: Ferran Adrià
- 1999-2000: Xavier Mestres
- 2000-2001: Carles Gaig
- 2001-2002: Jordi LP
- 2002-2003: La Cubana
- 2003-2004: Toni Albà
- 2004-2005: Rosa Andreu
- 2005-2006: Pere Tàpies
- 2006-2007: Lax'n'busto
- 2007-2008: Anna Barrachina
- 2008-2009: Montserrat Estruch
- 2009-2010: Oriol Llavina
- 2010-2011: Carme Ruscalleda
- 2011-2012: Joan Roca i Fontané
- 2012-2013: Fermí Puig
- 2013-2014: Nandu Jubany[6]
- 2014-2015: Fina Puigdevall[7]
- 2015-2016: Raül Balam Ruscalleda
- 2016-2017: Marc Gascons
- 2017-2018: Oriol Castro
- 2018-2019: Josep Maria Albet i Noya
- 2019-2020: Marta Sanahuja
- 2021-2022: Jordi Guillem
- 2022-2023: Oriol Balaguer